# Абенаки
Абенаки (Абнаки) (англ. Abenaki/Abnaki, саманазва: ăbnäˈkē) — індіанське плем'я в США (штати Мен, Нью-Гемпшир, Вермонт) — близько 2,3 тисячі чоловік та Канаді — близько 1 тисячі. Входило в Вабанакську конфедерацію. Офіційно визнані в 1976 році. Мова — абенакська алгонкінської групи.
У штаті Мен в даний час розташовані 3 резервації абенаків — для племен пенобскот, пассамакуодді та малесітів. Ще 7 резервацій знаходяться в Нью-Брансвіку та Квебеці. Крім того, значна частина абенаків не має своїх резервацій і проживає дрібними розсіяними групами в Нью-Гемпширі та Вермонті.

## Історія
Індіанці племені абенаки проживали на нинішній території США (Нова Англія) та Канади (Атлантичні провінції Східної Канади).
Абенаки та їхні предки жили на цій території щонайменше 10 000 років й займалися сільським господарством: вирощували кукурудзу, боби, гарбуз. Їхні поселення в основному розташовувалися в долинах річок. Вони також займалися полюванням, ловили рибу та збирали дикі плоди. У сільському господарстві рибу часто використовували як добриво.
Абенаки протягом року переважно жили великими сім'ями на літніх стоянках; кожна сім'я займала окремі мисливські території, успадковані від батька. Селилися здебільшого біля річок або узбережжя, щоб було можливо ловити рибу. Ці літні села були невеликими, в середньому в них проживало по 100 чоловік.
Багато абенаків селилися в довгих будинках, з овальними дахами, але найзручніше літні житло мало опуклу форму (вігвам), покриту корою. Взимку покритий корою вігвам мав конічну форму.
Абенаки були об'єднані в політичний союз, це скоріше племена, об'єднані відповідно за географічним лінгвістичним принципом. Іноді кілька племен об'єднувалися під владою одного sahem (вождя) для війни, проте центральної влади у них не було. Навіть на племінному рівні влада вождів була обмежена, і важливі рішення про війну і мир зазвичай вимагало зборів усіх дорослих членів племені. Конфедерації абенаків не існувало до 1670 року, до часу безперервних воєн з ірокезами й англійськими колоністами.
Брак центральної влади допомагав абенакам. Вони в будь-який момент могли залишити своє поселення і піти у віддалені райони, поза досяжністю ворогів. Це була стратегія, яка плутала ірокезів та англійців. Абенаки могли зникати, перегруповуватися, і потім контратакувати. Це була ефективна стратегія за часів війни, але це залишило враження, що абенаки були кочівниками. Оскільки абенаки зазвичай відступали до Канади протягом війни, в Новій Англії їх сприймали як канадських індіанців, якими, звичайно, вони не були, але це було виправданням для завойовників при захопленні більшості їхніх земель у штатах Мен, Нью-Гемпшир та Вермонт без компенсації.
Тільки племена Пенобскот та Пассамакуодді уклали угоди й тримали частину своїх земель. Інші абенаки були позбавлені землі. Проте не було жодного «виселення на Захід». В значній мірі непомічені за ці роки, абенаки стали жити в невеликих поселеннях.
Перед контактом з європейцями абенаки (виключаючи пеннакуків (Pennacook) і мікмаків (Micmac), приблизно налічували близько 40 000, розділених приблизно на 20 000 східних абенаків, 10 000 західних, і 10 000 «морських».
Після кількох століть епідемій та воєн населення абенаків скоротилося до менш ніж 1000 осіб.
Населення в наш час виросло до майже 12 000 по обидва боки кордону.
У штаті Вермонт, місті Свентон живуть сококи (Sokoki), плем'я, споріднене абенаками, яке в літературі іноді згадується як «західні абенаки». Sokoki — їх сучасна самоназва. Їхня початкова назва — вабанаки (Wabanaki), «ті, хто живе на сході сонця», або «східняки». Це плем'я, які налічувало близько 1200 чоловік, було визнано іншими абенаками в Квебеку істинними абенаками. Влада штату Вермонт розширила межі національної території племені в 1976 році, тільки скасували це в 1977 році — через протести мисливців і рибалок. Державне визнання отримали права абенаків на спеціальне полювання й рибальство для забезпечення їхніх поселень.
Незважаючи на обмеження державного визнання, поселення абенаків Сент-Френсіс домагається повного федерального визнання, яке перетворилося на довгий і заплутаний процес. Щоб утвердитися, абенаки створили власну конституцію, встановили процедуру виборів для племінної ради та визначили повноваження і обов'язки (мита) племінної ради та керівника — містера Хомера (Сент-Френсіс). 24 липня 1991 року народ абенаків отримав свій племінний прапор.

## Відомі представники
- Аланіс Обомсавін